# آبوجا
آبوجا پایتخت نیجریه است که در مرکز کشور در حوزه فدرال مرکزی قرار دارد. این شهر یک شهر طراحی‌شده‌است و بیشتر در دهه ۱۹۸۰ ساخته شد تا جایگزین لاگوس که پرجمعیت‌ترین شهر کشور بود به عنوان پایتخت شود. انتقال پایتخت در ۱۲ دسامبر ۱۹۹۱ رخ داد. جغرافیای ابوجا توسط سنگ آسو تعریف شده‌است که مونولیتی یکپارچه با ۴۰۰ متر ارتفاع است که در اثر فرسایش آب ایجاد شده‌است. مجتمع ریاست جمهوری، مجلس شورای ملی، دیوان عالی و بخش اعظم این شهر تا جنوب این سنگ گسترش یافته‌اند.

## تاریخ
ژنرال مورتالا محمد در سال ۱۹۷۶ دستور به انتقال پایتخت از لاگوس به یک ناحیه بی‌طرف پایتختی مرکز کشور داد. برنامهٔ به کار رفته، مشابه برنامه‌ای بود که برزیل برای انتقال پایتخت خود به برازیلیا استفاده کرده بود. جابجایی پایتخت به دو دلیل اصلی ۱) ازدیاد بیش از اندازه جمعیت در لاگوس و ۲) قرار دادن پایتخت تازه در ناحیه‌ای بی‌طرفانه از نظر قومی و در مرکز کشور بود.
پس از انتقال پایتخت رسمی پایتخت در ۱۲ دسامبر ۱۹۹۱ بیشتر کشورها سفارت خود را به آبوجا منتقل کردند و سفارتخانه‌های پیشین خود را در لاگوس، پایتخت تجاری نیجریه، به عنوان کنسولگری حفظ کردند.

## جمعیت
در سرشماری سال ۲۰۰۶ شهر ابوجا دارای ۷۷۶٬۲۹۸ نفر جمعیت بود که یکی از ده شهر پرجمعیت نیجریه به‌شمار می‌رفت. طبق اعلام سازمان ملل، ابوجا در بین سالهای ۲۰۰۰ تا ۲۰۱۰ با رشد جمعیت ۱۳۹٫۷٪، دارای سریعترین رشد جمعیت در جهان بود. از سال ۲۰۱۵، این شهر با رشد جمعبت سالانه دستکم ۳۵ درصد، موقعیت خود را به عنوان سریعترین شهر در حال رشد در قاره آفریقا و یکی از سریعترین شهرهای جهان حفظ می‌کند. در سال ۲۰۱۶ جمعیت کلانشهر ابوجا، هشت میلیون نفر تخمین زده شده‌است که آن را به دومین شهر پرجمعیت‌ترین نیجریه پس از لاگوس تبدیل می‌کند.

## جغرافیا
ارتفاع آبوجا ۳۶۰ متر (۱٬۱۸۰ فوت) از سطح دریا است.

### آب و هوا
آبوجا که تحت طبقه‌بندی اقلیمی موسوم به کوپن قرار دارد، آب و هوای مرطوب و خشک گرمسیری را داراست فصل بارندگی در این شهر از آوریل آغاز می‌شود و در ماه اکتبر به پایان می‌رسد. درجه‌حرارت در روز به ۲۸ درجه سانتیگراد (۸۲/۴ °F) تا ۳۰ درجه سانتیگراد می‌رسد و در فصل خشک با دمای ۴۰ درجه سانتی گراد (۱۰۴/۰ °F) و درجه حرارت ۲۸ در شب می‌تواند تا ۱۲ درجه سانتیگراد دمای کلی شهر افزایش یابد.

### پوشش گیاهی
این شهر در منطقه موزائیک جنگل، منطقه غرب آفریقا واقع شده‌است. بخش‌هایی از جنگل بارانی در دشت‌های آفریقا در این شهر واقع است.